# Alberto Colombo
Alberto Colombo (Milánó, 1946. február 23. – 
2024. január 7.) olasz autóversenyző, az 1974-es olasz Formula–3-as bajnokság győztese.

## Pályafutása
1978-ban mutatkozhatott be a Formula–1-ben. Előtte megnyerte az olasz Formula–3-as bajnokságot, ezenkívül elért sikereket a Formula–2-ben is.
Három F1-es versenyéből egyre sem sikerült kvalifikálnia magát.

## Teljes Formula–1-es eredménysorozata
(Táblázat értelmezése)

(Félkövér: pole-pozícióból indult; dőlt: leggyorsabb kört futott) 

| Év   | Csapat          | 1   | 2   | 3   | 4   | 5   | 6      | 7      | 8   | 9   | 10  | 11  | 12  | 13  | 14     | 15  | 16  | Helyezés | Pont |
| ---- | --------------- | --- | --- | --- | --- | --- | ------ | ------ | --- | --- | --- | --- | --- | --- | ------ | --- | --- | -------- | ---- |
| 1978 | ATS Racing Team | ARG | BRA | RSA | USW | MON | BEL NK | ESP NK | SWE | FRA | GBR | GER | AUT | NED |        |     |     | -        | 0    |
| 1978 | Team Merzario   |     |     |     |     |     |        |        |     |     |     |     |     |     | ITA NK | USA | CAN | -        | 0    |

## Fordítás
- Ez a szócikk részben vagy egészben  az   Alberto Colombo című angol Wikipédia-szócikk fordításán alapul.  Az eredeti cikk szerkesztőit annak laptörténete sorolja fel. Ez a jelzés csupán a megfogalmazás eredetét és a szerzői jogokat jelzi, nem szolgál a cikkben szereplő információk forrásmegjelöléseként.